# Савалия
Сава́лия (греч. Σαβάλια, до 1940 года — Σαββάλια) — село в Греции. Административно относится к общине Илида в периферийной единице Элида в периферии Западная Греция. Расположено на высоте 15 м над уровнем моря, на северо-западе полуострова Пелопоннес. Население 1206 человек по переписи 2011 года. Площадь 12,583 км².

Так описал Савалию советский историк С. Л. Утченко: 
Едем через Пиргос, остановка на несколько минут не то в городке, не то селе Савалия, около лавки, где продают керосин, лимоны, вожжи и иллюстрированные рассказы из священного писания. Сельский универмаг греческого образца.

## Население
| Год  | Население, человек |
| ---- | ------------------ |
| 1991 | 1128               |
| 2001 | 1196               |
| 2011 | ↗ 1206             |